# Paul Reeves (Sänger)

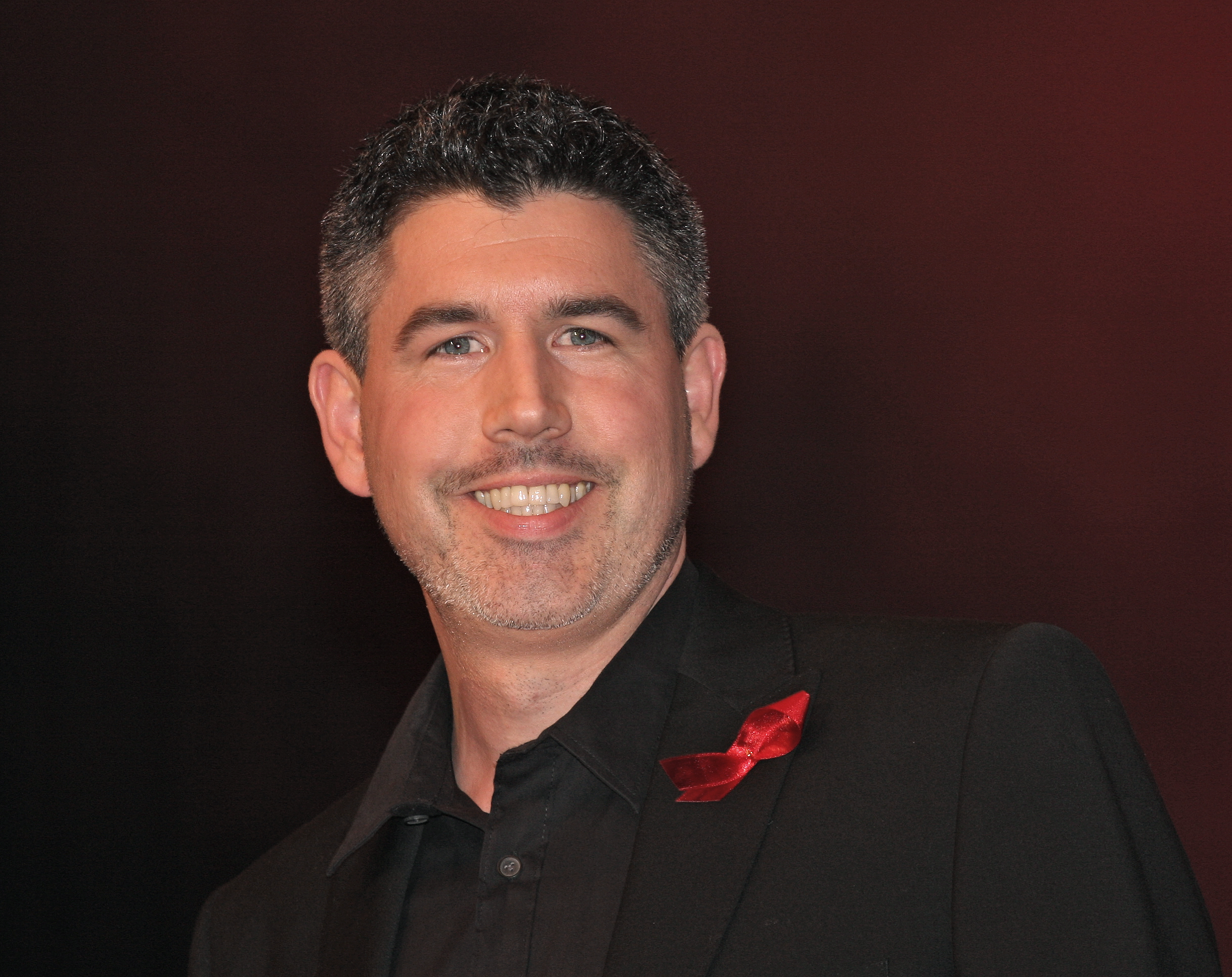
Paul Reeves 2009

Paul Reeves (* 31. Mai 1974 in Oxford, England) ist ein deutsch-britischer Opernsänger (Bass).

## Leben
Er studierte bei Rudolf Piernay an der Guildhall School of Music and Drama. Er spielte und sang u. a. folgende Rollen: Colline (La Bohème), Betto (Gianni Schicchi), Basilio/Bartolo (Der Barbier von Sevilla), Sparafucile (Rigoletto) und Gremin (Eugen Onegin). Er sang unter anderem an der English National Opera, an der Scottish Opera, an der Welsh National Opera und beim Wexford Music Festival. Er erhielt mehrere Stipendien und Musikpreise. Bei der Opera Holland Park trat er unter anderem als Wurm (Luisa Miller), Graf Ribbing (Un ballo in maschera) und 2006 ebenfalls als Sparafucile auf. Im Ausland gastierte Reeves unter anderem am Tenerife Opera House, in Dublin beim Anna Livia International Opera Festival und am Opernhaus von Toulon (Mr. Olson in Street Scene).
Reeves ist auch umfangreich als Konzertsänger tätig. Im März 2009 sang er mit dem Philharmonia Orchestra Mozarts Requiem bei einer Aufführung in der Kathedrale von Guildford. Als Bass-Solist trat Reeves im Mai 2009 in der Royal Albert Hall mit Giuseppe Verdis Requiem auf. Im Januar 2010 sang er mit dem Brighton Philharmonic Orchestra die Bass-Partie in Beethovens 9. Sinfonie in d-Moll op. 125. Im März 2010 sang er in Beethovens Missa solemnis mit dem South Yorkshire Symphony Orchestra und dem Sheffield Oratorio Chorus in der Kathedrale von Sheffield.
Reeves ging am 2. September 2006 mit dem ehemaligen Bro’Sis-Sänger Ross Antony, mit dem er in Siegburg lebt, eine eingetragene Partnerschaft ein. Die Feierlichkeitsvorbereitungen wurden in der Soap Ross & Paul in love im Sat.1-Boulevardmagazin Blitz übertragen. Zudem arbeiteten Reeves und Antony an einem gemeinsamen Album in der Stilrichtung Pop/Oper. Ihr Duett Vor Gott sind alle Menschen gleich wurde im Frühjahr 2008 auf der Musical-Single Endlich da veröffentlicht. 2010 erneuerten Reeves und Antony auf den Malediven ihren Treueschwur und gaben sich zum zweiten Mal das Ja-Wort. Am 26. Mai 2014 gab sein Partner Ross Antony bekannt, dass das Paar ein Kind adoptiert habe. Dafür hätten sie beide viele Jahre lang gekämpft. Im März 2017 gab das Paar die Adoption eines zweiten Kindes bekannt. Seit Dezember 2017 ist er mit Antony verheiratet, beide besitzen neben der britischen auch die deutsche Staatsbürgerschaft.

## Auszeichnungen
- Wantage Music Festival: Gewinner der Opernklasse
- Oxford Music Festival: Cup für beste Gesangsleistung
- Oxford Music Festival: Gewinner der Opernklasse
- Thames Valley Young Musicians’ Platform: Finalist
- Patrick Libby Award for Dramatic Excellence
- Mary Datchelor Trust
- Countess of Munster
- Young Concert Artists Trust Finals, Wigmore Hall
- Richard Lewis Award - Glyndebourne Opera
- Tillett Trust Award
- Mozart International Singer Competition: Verdi/Wagner Prize

## Diskografie

### Alben
- 2011: Two Ways - Ross Antony & Paul Reeves
- 2012: Two Ways: Special Winter Edition – Ross Antony & Paul Reeves

### Opernalben
- 2008: Edward Rushton: The Shops